# Колмановский, Александр Абрамович
Алекса́ндр Абра́мович Колмано́вский (14 октября 1922, Москва — 8 октября 1997, Москва) — советский борец и тренер по греко-римской борьбе. Заслуженный тренер СССР. Отличник физической культуры (1956).

## Биография
Родился в семье выпускника коммерческого училища, участника Первой мировой войны Абрама Исааковича Колмановского (1883—1979), уроженца Могилёва, и фельдшера Ольги Михайловны (Славы-Голды Менделевны) Брин (1896—1961), родом из Витебска, работавшей во Всероссийском земском союзе помощи больным и раненым воинам и в психоневрологической поликлинике профессора Н. Е. Осокина в Саратове. Племянник доктора медицинских наук, патофизиолога Бориса Михайловича (Бер-Лейба Менделевича) Брина (1895—1961). Семья переехала в Москву в 1921 году. Отец в годы Великой Отечественной войны был заместителем начальника Объединённой поликлиники Народного комиссариата путей сообщений, мать работала вольнонаёмным фельдшером в эвакогоспиталях. 
Александр Колмановский выступал за Вооружённые силы в полулёгком и лёгком весе. Серебряная медаль чемпионата СССР в полулёгком весе (1949), бронзовая медаль чемпионатов СССР в полулёгком весе (1947, 1948).
Работал тренером в «Динамо» (Москва) и «Локомотиве» (Москва). Среди воспитанников — Вячеслав Мкртычев, Александр Кимстач.
Автор методических работ по подготовке борцов, в том числе книги «Классическая борьба: пособие для тренеров, работающих с начинающими борцами». Москва: Физкультура и спорт, 1968 (с В. Дахновским и В. Мамалыгой). 
Похоронен на Хованском (Центральном) кладбище в Москве.

## Семья
- Старший брат — математик Израиль Абрамович Брин (1919—2011), кандидат физико-математических наук, в 1944—1998 годах доцент на электромеханическом факультете Московского энергетического института, автор учебников «Теория пределов и непрерывные функции» (М., 1955) и «Функции комплексного переменного и операционного исчисления для энергетиков» (М.: МЭИ, 1983), дед американского предпринимателя Сергея Брина[7].
  - Племянник — Михаил Израилевич Брин, математик; другой племянник Александр Израилевич Лебедев был зятем академика М. Д. Миллионщикова.
- Троюродный брат — композитор Эдуард Савельевич Колмановский[8].

## Публикации
- Колмановский А. А. Некоторые вопросы подготовки юношей // Пути совершенствования в спортивной борьбе. — М.: Физкультура и спорт, 1963. — с. 66—75.